# Madeleine Carpentier
Madeleine Carpentier (3 de fevereiro de 1865 – 13 de setembro de 1949) foi uma pintora francesa. 
Carpentier nasceu em Paris e se tornou aluna de Adrien Bonnefoy, e depois estudou sob a tutela de Jules Lefebvre na Academia Julian. Começando em 1885, ela teve suas obras expostas no Salon de Paris, e sua pintura Les Chandelles foi comprada pela cidade em 1896. Um retrato que ela pintou de sua irmã está na coleção do Museu de Belas Artes de Nantes.
Sua pintura Les Chandelles foi incluída no livro de 1905 Women Painters of the World.